# Браян Крістанте
Браян Крістанте (італ. Bryan Cristante, нар. 3 березня 1995, Сан-Віто-аль-Тальяменто) — італійський футболіст, півзахисник «Роми» і національної збірної Італії.

## Клубна кар'єра

### «Мілан»
Народився 3 березня 1995 року в місті Сан-Віто-аль-Тальяменто. Вихованець «Мілана». Спочатку виступав у Прімавері, потім був переведений в основну команду. За «Мілан» 16-річний Браян дебютував 6 грудня 2011 року в матчі 6-го туру Ліги чемпіонів проти «Вікторії» з Пльзеня, вийшовши на заміну на 81-й хвилині замість Робіньйо. У 2013 році Крістанте допоміг молодіжній команді «Мілана» дійти до фіналу турніру Віареджо, а сам Браян був визнаний найкращим гравцем турніру.
10 листопада 2013 року Крістанте дебютував у Серії А в грі проти «К'єво», вийшовши на заміну на 85-й хвилині замість Кака. Матч завершився нічиєю 0:0. 6 січня 2014 року забив свій перший гол у домашній грі Серії А проти «Аталанти», що завершився перемогою «Мілана» 3:0. Всього за «Мілан» у чемпіонаті Італії Браян зіграв три матчі, але цього вистачило, щоб продемонструвати хороший технічний рівень і фізичну зрілість. Італійські ЗМІ називали Крістанте найперспективнішим вихованцем «Мілана» за останні роки, з боку інших клубів до молодого гравця виявлявся великий інтерес також.
1 вересня 2014 року за 6 млн євро Крістанте перейшов у лісабонську «Бенфіку». Віце-президент «Мілана» Адріано Галліані пояснив рішення клубу продати перспективного гравця бажанням самого Браяна покинути міланську команду через високу конкуренцію на його позиції. Від пропозиції керівництва клубу відправити його в оренду в один з італійських команд, за словами Галліані, Крістанте відмовився через небажання грати в чемпіонаті Італії проти рідного «Мілана».

### «Бенфіка» і оренди
12 вересня 2014 року Крістанте дебютував у складі «Бенфіки», вийшовши на заміну в матчі чемпіонату Португалії проти «Віторії Сетубал». Але закріпитися в складі португальського клубу Браян не зумів. За півтора року в «Бенфіці» він зіграв лише сім матчів у чемпіонаті Португалії і лише в одному з них виходив у стартовому складі. Більш регулярно він виступав за команду в Кубку португальської ліги, який допоміг «Бенфіці» виграти у сезоні 2014/15. У тому ж сезоні Крістанте став чемпіоном Португалії, хоча зіграв лише п'ять матчів у лізі. У сезоні 2015/16 Браян грав ще рідше, зігравши лише 4 хвилини в національному чемпіонаті.
У січні 2016 року Крістанте повернувся в Італію як гравець «Палермо», куди він був відданий в оренду строком на півроку з можливістю викупу за 6 млн євро. Не зумівши проявити себе на новому місці, Браян більшу частину періоду оренди провів у запасі, зігравши за півроку лише в чотирьох матчах.
В липні 2016 року Крістанте знову вирушив на батьківщину в оренду, на цей раз в «Пескару», де грав регулярно, провівши 16 матчів в Серії А.

### «Аталанта»
У січні 2017 року Браян утретє поспіль відправився в оренду в Італію. До кінця сезону його орендувала «Аталанта», яка погодила з Бенфікою суму викупу контракту гравця у розмірі 4 млн євро. Вже за півроку, влітку того ж 2017 року, італійський клуб скористався правом викупу гравця і уклав з ним повноцінний контракт.

### «Рома»
Відігравши загалом півтора сезони за «Аталанту», 8 червня 2018 року Крістанте перейшов до «Роми», за яку також починав грати як орендований гравець, а з лютого 2019 року став повноправним гравцем столичної команди. 2022 року Крістанте допоміг команді виграти дебютний розіграш Ліги конференцій, зігравши в тому числі і у фінальному матчі проти «Феєнорда» (1:0).

## Виступи за збірні
2010 року дебютував у складі юнацької збірної Італії, взяв участь у 28 іграх на юнацькому рівні, відзначившись 7 забитими голами.
Протягом 2014—2016 років залучався до складу молодіжної збірної Італії. На молодіжному рівні зіграв у 5 офіційних матчах, забив 1 гол.
6 жовтня 2017 року дебютував в офіційних матчах у складі національної збірної Італії в відбірковій грі на чемпіонат світу 2018 року проти Македонії (1:1). 7 жовтня 2020 року під час товариського матчу 6:0 проти Молдови він забив свій перший гол у складі національної збірної.
У червні 2021 року тренер Роберто Манчіні включив Крістанте до заявки збірної Італії на Євро-2020. На турнірі він зіграв у шести іграх, в тому числі і у фіналі проти Англії (1:1), де Крістанте вийшов на заміну замість Ніколо Барелли в другому таймі і допоміг команді зрівняти рахунок, а потім в серії пенальті здобути трофей.

## Статистика виступів

### Статистика клубних виступів
Станом на 26 травня 2019 року
| Сезон                | Команда              | Чемпіонат            | Чемпіонат | Чемпіонат | Національний кубок | Національний кубок | Національний кубок | Континентальні кубки | Континентальні кубки | Континентальні кубки | Інші змагання | Інші змагання | Інші змагання | Усього | Усього |
| Сезон                | Команда              | Ліга                 | Ігор      | Голів     | Ліга               | Ігор               | Голів              | Ліга                 | Ігор                 | Голів                | Ліга          | Ігор          | Голів         | Ігор   | Голів  |
| -------------------- | -------------------- | -------------------- | --------- | --------- | ------------------ | ------------------ | ------------------ | -------------------- | -------------------- | -------------------- | ------------- | ------------- | ------------- | ------ | ------ |
| 2011–12              | «Мілан»              | A                    | 0         | 0         | КІ                 | 0                  | 0                  | ЛЧ                   | 1                    | 0                    | СІ            | 0             | 0             | 1      | 0      |
| 2012–13              | «Мілан»              | A                    | 0         | 0         | КІ                 | 0                  | 0                  | ЛЧ                   | 0                    | 0                    | -             | -             | -             | 0      | 0      |
| 2013–14              | «Мілан»              | A                    | 3         | 1         | КІ                 | 1                  | 0                  | ЛЧ                   | 0                    | 0                    | -             | -             | -             | 4      | 1      |
| Усього за «Мілан»    | Усього за «Мілан»    | Усього за «Мілан»    | 3         | 1         |                    | 1                  | 0                  |                      | 1                    | 0                    |               | -             | -             | 5      | 1      |
| 2014–15              | «Бенфіка»            | ПЛ                   | 5         | 0         | КП+КЛ              | 3+4                | 0+1                | ЛЧ                   | 3                    | 0                    | СП            | 0             | 0             | 15     | 1      |
| 2015–16              | «Бенфіка»            | ПЛ                   | 2         | 0         | КП+КЛ              | 0+1                | 0                  | ЛЧ                   | 2                    | 0                    | СП            | 0             | 0             | 5      | 0      |
| Усього за «Бенфіку»  | Усього за «Бенфіку»  | Усього за «Бенфіку»  | 7         | 0         |                    | 8                  | 1                  |                      | 5                    | 0                    |               | 0             | 0             | 20     | 1      |
| 2015–16              | «Палермо»            | A                    | 4         | 0         | КІ                 | 0                  | 0                  | -                    | -                    | -                    | -             | -             | -             | 4      | 0      |
| 2016–17              | «Пескара»            | A                    | 16        | 0         | КІ                 | 2                  | 0                  | -                    | -                    | -                    | -             | -             | -             | 18     | 0      |
| 2016–17              | «Аталанта»           | A                    | 12        | 3         | КІ                 | -                  | -                  | -                    | -                    | -                    | -             | -             | -             | 12     | 3      |
| 2017–18              | «Аталанта»           | A                    | 36        | 9         | КІ                 | 3                  | 0                  | ЛЄ                   | 8                    | 3                    | -             | -             | -             | 47     | 12     |
| Усього за «Аталанту» | Усього за «Аталанту» | Усього за «Аталанту» | 48        | 12        |                    | 3                  | 0                  |                      | 8                    | 3                    |               | -             | -             | 59     | 15     |
| 2018–19              | «Рома»               | A                    | 35        | 4         | КІ                 | 2                  | 0                  | ЛЧ                   | 7                    | 0                    | -             | -             | -             | 44     | 4      |
| 2019–20              | «Рома»               | A                    | 0         | 0         | КІ                 | 0                  | 0                  | ЛЄ                   | 0                    | 0                    | -             | -             | -             | 0      | 0      |
| Усього за «Рому»     | Усього за «Рому»     | Усього за «Рому»     | 35        | 4         |                    | 2                  | 0                  |                      | 7                    | 0                    |               | -             | -             | 44     | 4      |
| Усього за кар'єру    | Усього за кар'єру    | Усього за кар'єру    | 113       | 17        |                    | 16                 | 1                  |                      | 21                   | 3                    |               | 0             | 0             | 150    | 21     |

### Статистика виступів за збірну
Станом на 26 травня 2019 року